# ساموئل گالیندو
ساموئل گالیندو (انگلیسی: Samuel Galindo؛ زادهٔ ۱۸ آوریل ۱۹۹۲) فوتبالیست اهل بولیوی است.
از باشگاه‌هایی که در آن بازی کرده‌است می‌توان به باشگاه فوتبال آرسنال، باشگاه خیمناستیک تاراگونا، و تیم ملی فوتبال بولیوی اشاره کرد.
وی همچنین در تیم‌های ملی فوتبال زیر ۱۷ و ۲۱ سال بولیوی بازی کرده‌است.